# Sergei Bragin
Sergei Bragin, né le 19 mars 1967 à Tallinn en Estonie, est un footballeur international estonien, devenu entraîneur à l'issue de sa carrière, qui évoluait au poste de milieu offensif.
Il est actuellement l'entraîneur de l'Infonet II Tallinn depuis 2014.

## Biographie

### Carrière de joueur
Sergei Bragin dispute 11 matchs en Ligue des champions, pour deux buts inscrits.

### Carrière internationale
Sergei Bragin compte 12 sélections et 3 buts avec l'équipe d'Estonie en 1993. 
Il est convoqué pour la première fois par le sélectionneur national Uno Piir pour un match de la Coupe baltique 1993 contre la Finlande le 20 février 1993 (0-0). Par la suite, le 2 juin 1993, il inscrit son premier but en sélection contre l'Écosse, lors d'un match des éliminatoires de la Coupe du monde 1994 (défaite 3-1). Il reçoit sa dernière sélection le 17 novembre 1993 contre la Suisse (défaite 4-0).

## Palmarès

### En club
- Avec le Norma Tallinn
  - Champion d'Estonie en 1992 et 1993

- Avec le Lantana Tallinn
  - Champion d'Estonie en 1996 et 1997

- Avec le Levadia Maardu
  - Champion d'Estonie en 1999 et 2000
  - Vainqueur de la Coupe d'Estonie en 1999 et 2000
  - Vainqueur de la Supercoupe d'Estonie en 1999, 2000 et 2001

### Distinctions personnelles
- Meilleur buteur de Meistriliiga en 1992 (18 buts), 1993 (27 buts) et 1997 (18 buts)